# Kekertelung Island
Kekertelung Island – niezamieszkana wyspa w zatoce Cumberland, w regionie Qikiqtaaluk, na terytorium Nunavut, w Kanadzie. 
W pobliżu Kekertelung Island położone są wyspy: Anarnittuq Island, Nunatak Island, Iglunga Island i Aupaluktok Island.